# Huehuecanauhtlus
Huehuecanauhtlus là một chi khủng long, được Ramírez-Velasco Benammi Prieto-Márquez J. Ortega & Hernández-Rivera mô tả khoa học năm 2012.